# Raphoe Castle
Raphoe Castle (auch Bishop’s Palace, irisch Caisleán Ráth Bhoth) ist die Ruine einer Niederungsburg am Ortsrand von Raphoe im irischen County Donegal.

## Geschichte
Die Burg wurde in den 1630er-Jahren für The Rt. Rev. Dr. John Leslie, anglikanischer Bischof von Raphoe, aus den Steinen eines Rundturmes errichtet. Bischof Leslie wurde während der Rebellion von 1641 in der Burg belagert, bis er von der Laggan Army befreit wurde. Nochmals kam Leslie unter Belagerung, und zwar während der Rückeroberung Irlands; die Burg wurde 1650 den Belagerern übergeben.
Unterstützer des englisch-schottischen Königs Jakob II. und Jakob VII. beschädigten Raphoe Castle 1689 im Krieg der zwei Könige. Ein Jahrhundert später, 1789, wurde die Burg erneut angegriffen, diesmal von den United Irishmen, von denen drei in der Rebellion von 1798 getötet wurden. 1838 wurde die Burg durch eine Feuersbrunst zerstört.